# Gemeinde Šmarje pri Jelšah

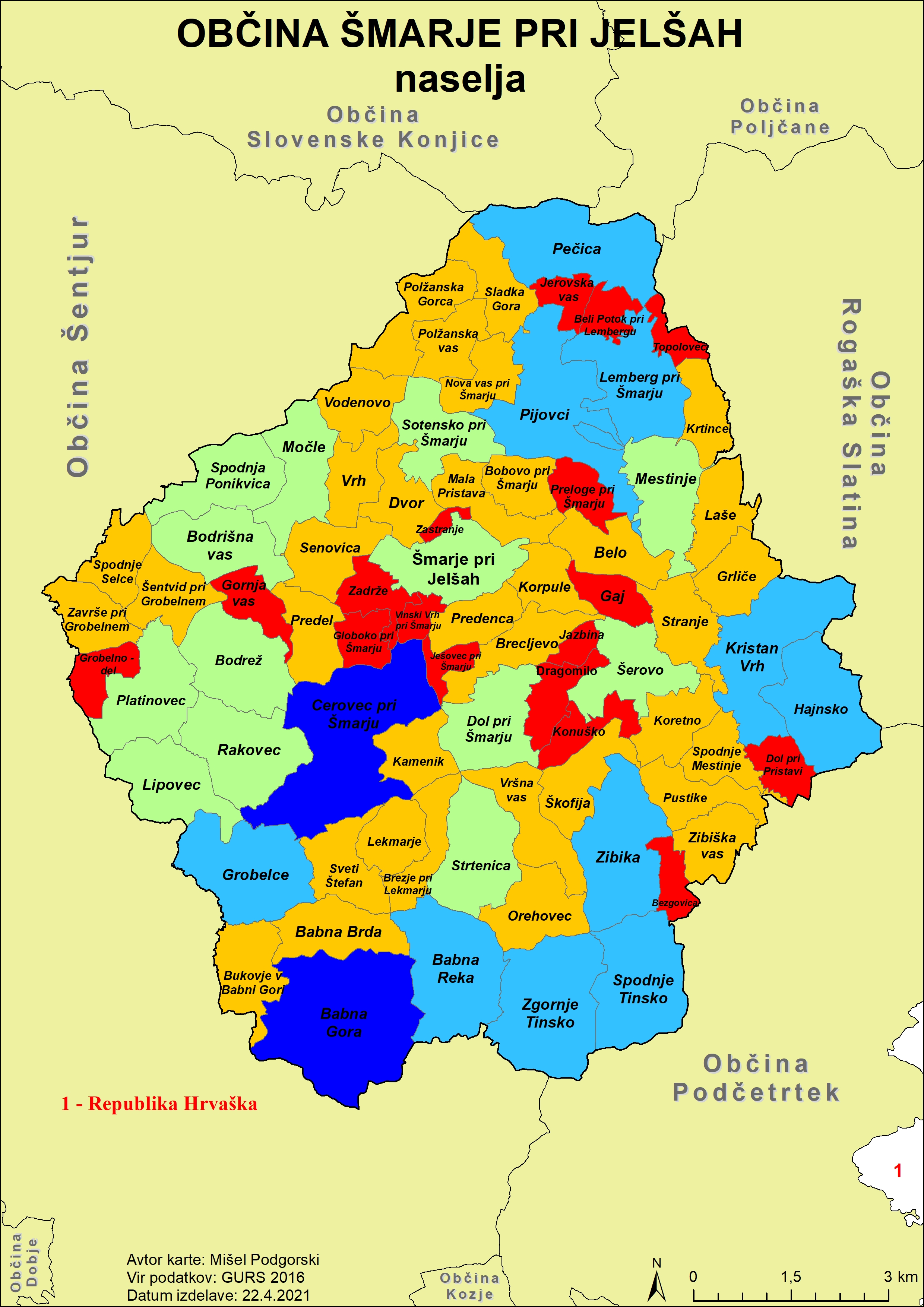
Übersichtskarte der Ortsteile

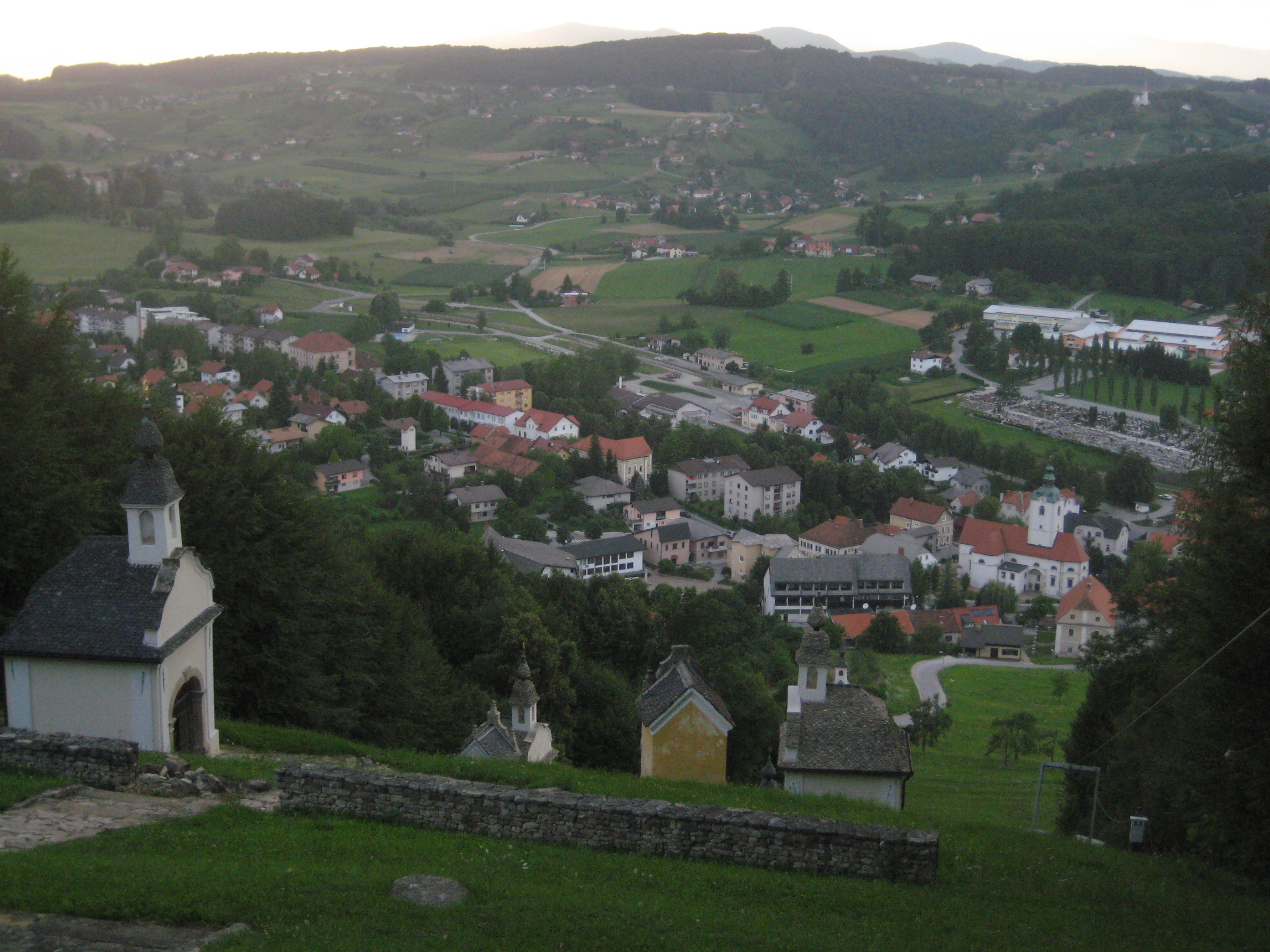
Šmarje pri Jelšah

Šmarje pri Jelšah (deutsch Sankt Marein bei Erlachstein) ist eine Gemeinde in der Region Spodnja Štajerska in Slowenien.
Die aus 77 Ortschaften bestehenden Gesamtgemeinde mit dem Hauptort Šmarje pri Jelšah liegt im Tal des Flusses Šmarski potok zwischen Voglanjsko und Zgornjesotelsko. Auf den sonnenbeschienenen Berghängen wird Wein angebaut. Durch dieses Weingebiet führt die Weinstraße Šmarje–Virštanj.
Als eines der bedeutendsten  barocken Kunstdenkmäler des Landes zählt die Wallfahrtskirche des Heiligen Rochus auf dem
Kalvarienberg bei Šmarje pri Jelšah. Der Weg bis zur Kirche ist von 14 Kreuzwegkapellen gesäumt.
Bis zu Beginn des 19. Jahrhunderts war die Ortschaft Lemberg pri Šmarju ein wichtiges Handelszentrum der Region, mit der Verlegung der Durchgangsstraße ins östliche Nachbartal ging diese Vorrangstellung verloren.

## Ortschaften
Die Gemeinde umfasst 77 Ortschaften. Die deutschen Exonyme in den Klammern wurden bis zum Abtreten des Gebietes an das Königreich der Serben, Kroaten und Slowenen im Jahr 1918 vorwiegend von der deutschsprachigen Bevölkerung verwendet.
- Babna Brda (dt.: Babenbühel)
- Babna Gora (dt.: Wabenberg)
- Babna Reka (dt.: Babenbach)
- Beli Potok pri Lembergu (dt.: Weissenbach ob Lemberg)
- Belo (dt.: Wellen)
- Bezgovica (dt.: Wesgowitzen)
- Bobovo pri Šmarju (dt.: Pandorf)
- Bodrež (dt.: Wodresch, 1943–1945 Hochweiler)
- Bodrišna vas (dt.: Wodrischendorf, Wassermühl)
- Brecljevo (dt.: Brezl)
- Brezje pri Lekmarju (dt.: Sankt Primus, 1943–1945 Birkenhof)
- Bukovje v Babni Gori (dt.: Sankt Johann in den Buechen)
- Cerovec pri Šmarju (dt.: Seronitz)
- Dol pri Pristavi (dt.: Talberg)
- Dol pri Šmarju (dt.: Tal bei Sankt Marein)
- Dragomilo (dt.: Dragemeil)
- Dvor (dt.: Erlachhof)
- Gaj (dt.: Gay bei Sankt Marein)
- Globoko pri Šmarju (dt.: Globoko bei Sankt Marein)
- Gornja vas (dt.: Oberdorf bei Sankt Marein)
- Grliče (dt.: Girlitz)
- Grobelce (dt.: „Grub“)
- Grobelno – del (dt.: Grübel)
- Hajnsko (dt.: Hainberg)
- Jazbina (dt.: Dachsberg)
- Jerovska vas (dt.: Joergendorf)
- Ješovec pri Šmarju (dt.: Jeschowetz, 1943–1945 Erlenberg)
- Kamenik (dt.: Kamenegg)
- Konuško (dt.: Konusch)
- Koretno (dt.: Trögern)
- Korpule (dt.: Korblach)
- Kristan Vrh (dt.: Kristanberg)
- Krtince (dt.: Gordendorf)
- Laše (dt.: Lasche in der Steiermark)
- Lekmarje (dt.: Neckmeier)
- Lemberg pri Šmarju (dt.: Lemberg bei St. Marein, älter auch Lengenburg)
- Lipovec (dt.: Lepowetz)
- Mala Pristava (dt.: Klein-Pristowa)
- Mestinje (dt.: Möstin, 1943–1945 Altstätten)
- Močle (dt.: Mötschill)
- Nova vas pri Šmarju (dt.: Neudorf bei Sankt Marein)
- Orehovec (dt.: Nussdorf)
- Pečica (dt.: Petschitz)
- Pijovci (dt.: Piowetz)
- Platinovec (dt.: Platinowetz)
- Polžanska Gorca (dt.: Heiligengeist)
- Polžanska vas (dt.: Schneckendorf in der Steiermark)
- Predel (dt.: Predel)
- Predenca (dt.: Sankt Barbara)
- Preloge pri Šmarju (dt.: Drischfeld)
- Pustike (dt.: Pustike)
- Rakovec (dt.: Rakowitz)
- Senovica (dt.: Steingrab)
- Sladka Gora (dt.: Süßenberg bei Sankt Marein)
- Sotensko pri Šmarju (dt.: Stubenberg)
- Spodnja Ponkvica (dt.: Nieder-Ponigl)
- Spodnje Mestinje (dt.: Möstindorf)
- Spodnje Selce (dt.: Unterselzach)
- Spodnje Tinsko (dt.: Untertainach)
- Stranje (dt.: Stranach)
- Strtenica (dt.: Stätten)
- Sveti Štefan (dt.: Sankt Stefan)
- Šentvid pri Grobelnem (dt.: Sankt Veit bei Grübel)
- Šerovo (dt.: Scherau)
- Škofija (dt.: Bischofberg)
- Šmarje pri Jelšah (dt.: Sankt Marein bei Erlachstein, Erlachstein)
- Topolovec (dt.: Poppelsdorf)
- Vinski Vrh pri Šmarju (dt.: Weinberg)
- Vodenovo (dt.: Wodenau)
- Vrh (dt.: Berg)
- Vršna vas (dt.: Warnsdorf)
- Zadrže (dt.: Saderschen)
- Zastranje (dt.: Sostreinach)
- Završe pri Grobelnem (dt.: Sabershausen)
- Zgornje Tinsko (dt.: Obertainach)
- Zibika (dt.: Wiegen)
- Zibiška vas (dt.: Sibikadorf)

## Nachbargemeinden
| Šentjur | Slovenske Konjice, Poljčane                 | Rogaška Slatina             |
| Šentjur | Kompassrose, die auf Nachbargemeinden zeigt | Rogaška Slatina, Podčetrtek |
| Šentjur | Šentjur, Podčetrtek                         | Podčetrtek                  |

## Geschichte
Auf dem Gemeindegebiet wurden zwei Massengräber aus der Zeit direkt nach dem Zweiten Weltkrieg gefunden. Beide liegen bei der Ortschaft Cerovec.